# Tai Tura
Tai Tura (Tutai Tura, geb. 3. Oktober 1949) ist ein Politiker der Cookinseln und ehemaliges Mitglied des Pāremeta te Kuku Airani (Cook Islands Parliament). Seit März 2021 war er Speaker of the Cook Islands Parliament. Er ist Mitglied der Cook Islands Party.

## Leben
Tura wurde auf Rarotonga geboren und erhielt seine Ausbildung an der Avarua School und am Tereora College. Er machte eine Ausbildung als Elektriker und arbeitete für die Regierun in Mauke. Bei den Parlamentswahlen 2010 wurde er erstmals ins Parlament gewählt. Kurz nach seiner Wahl forderte er Lohnerhöhungen um die gestiegenen Lebenshaltungskosten in Mauke auszugleichen. 2015 wurde er zum Associate Minister for Foreign Affairs and Immigration (Beigeordneter Minister für Außenbeziehunge und Einwanderung).
Im April 2019 wurde Tura zum stellvertretenden Speaker des Parlaments ernannt. Im Juni 2020 versuchte er, einen Journalisten von Cook Islands News wegen einer Geschichte über die Zulagen von Abgeordneten aus dem Parlament zu entfernen.
Am 22. März 2021 wurde Tura zum Speaker ernannt, nachdem Niki Rattle überraschend zurückgetreten war.
Tura trat bei den Wahlen 2022 nicht mehr an.